# Chronologie de la croisade des albigeois
Cette chronologie donne la liste des évènements principaux survenus lors de la croisade des albigeois.

## Les évènements

### La croisade des barons
- 1208 : 

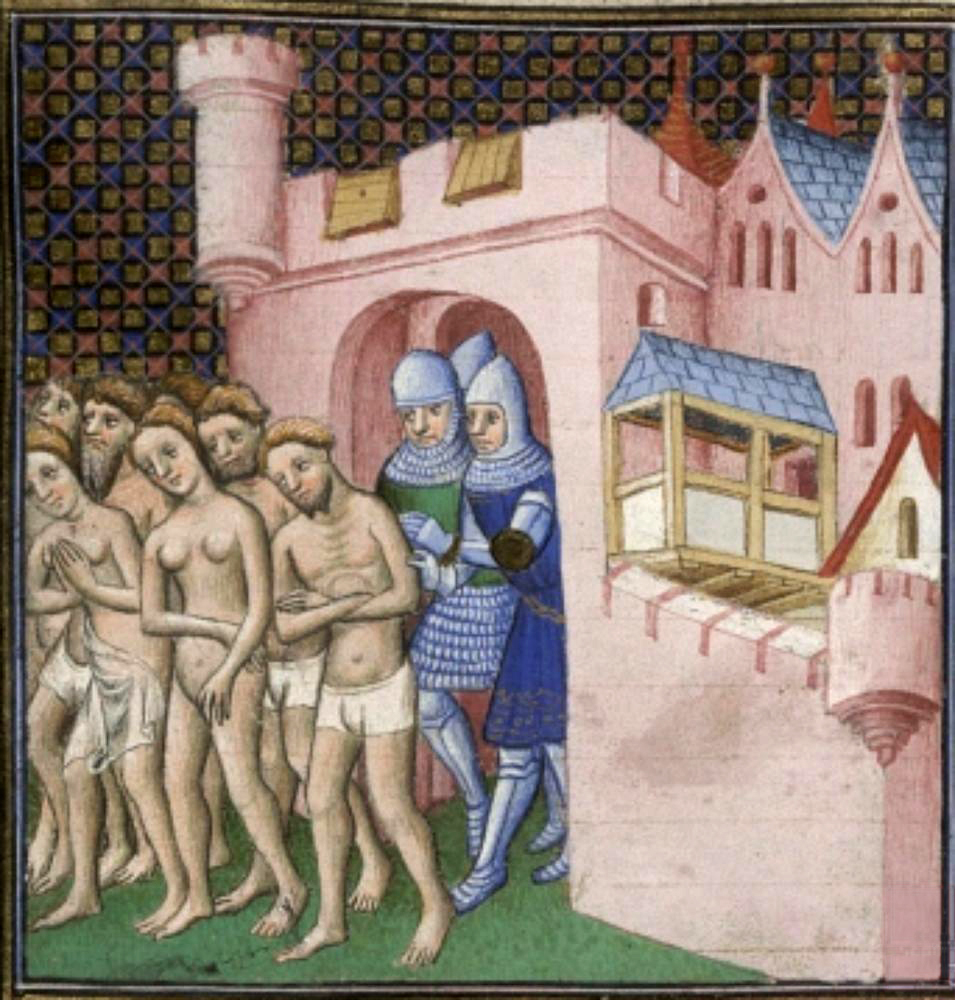
Expulsion des habitants de Carcassonne après la prise de la ville.

  - 14 janvier : le légat du pape, Pierre de Castelnau, est assassiné par un écuyer de Raymond VI de Toulouse[1].
  - 10 mars : le pape Innocent III proclame la croisade contre les cathares[2].

- 1209 :
  - Campagne contre le Quercy commandée par Guy II d'Auvergne.
  - printemps : les croisés se réunissent à Lyon.
  - 18 juin : Raymond VI de Toulouse fait sa soumission et s'humilie à Saint-Gilles et rejoint la croisade.
  - 22 juillet : prise de Béziers dont la population est massacrée[1].
  - 1er août : début du siège de Carcassonne (croisade des albigeois)[2].
  - Pierre II d'Aragon tente une médiation entre les croisés et le vicomte Trencavel, mais sans succès[2].
  - 15 août : Carcassonne capitule. Raymond-Roger Trencavel, vicomte de Carcassonne, de Béziers, d'Albi et du Razès, est emprisonné[2].
  - fin août : élection de Simon IV de Montfort comme chef militaire de la croisade et nouveau vicomte de Carcassonne, Béziers, Albi et Razès.

### La poursuite de la lutte
- 1209 :
  - septembre : prise de Fanjeaux[2].
  - septembre : les habitants de Castres prêtent l'hommage à Simon de Montfort[2].
  - Simon de Montfort prend Pamiers au comte de Foix[2].
  - les habitants d'Albi prêtent l'hommage à Simon de Montfort[2].
  - Prise de Preixan[2].
  - fin octobre : Simon de Montfort rencontre Pierre II d'Aragon, mais ne reçoit pas l'investiture officielle de son suzerain pour les vicomtés[2].
  - fin novembre/déb. décembre : prise de Puisserguier par Giraud de Pépieux. La garnison de Simon de Montfort est massacrée, et les chevaliers sont mutilés[2].
  - 10 novembre : mort de Raymond-Roger Trencavel, toujours emprisonné[2].
- 1210 :
  - 15 juin: début du siège de Minerve (Hérault, France)[3].
  - 22 juillet : prise de Minerve par Simon IV de Montfort[2].
  - 1er août : début du siège de Termes (Aude, France).
  - 22 novembre : prise de Termes par Simon IV de Montfort[2].
- 1211 :
  - le roi Pierre II d'Aragon tente de négocier la paix entre le comte de Toulouse, le légat Arnaud Amaury et Simon de Montfort[2].
  - avril : bataille de Montgey[2].
  - 3 mai : prise de Lavaur par Simon IV de Montfort[2].

### La guerre contre Toulouse
- 1211 :
  - 5 juin : Raimond II Trencavel cède tous ses droits sur Béziers et Carcassonne à Simon IV de Montfort (Croisade des albigeois)[2].
  - 15 juin : Simon IV de Montfort défait Raymond VI de Toulouse devant Toulouse et entreprend le siège de la ville[2].
  - 29 juin : Comprenant qu'il ne réussira pas à prendre Toulouse, Simon IV de Montfort lève le siège de la ville et va ravager le comté de Foix pendant huit jours[2].
  - septembre : Simon IV de Montfort et Raymond VI de Toulouse s'affrontent à Castelnaudary[2]. Après cette bataille, la guerre albigeoise passe dans sa phase politique. C'est vraiment la lutte du Nord contre le Midi.
- 1212 : 
  - printemps : Simon IV Montfort fait la conquête de l'Albigeois et du Quercy qui s'étaient révoltés contre l'occupation des croisés[2].
  - été : Simon de Montfort fait la conquête de l'Agenais[2].
  - 25 juillet : prise de Pennes-en-Agenais par Simon IV de Montfort[2].

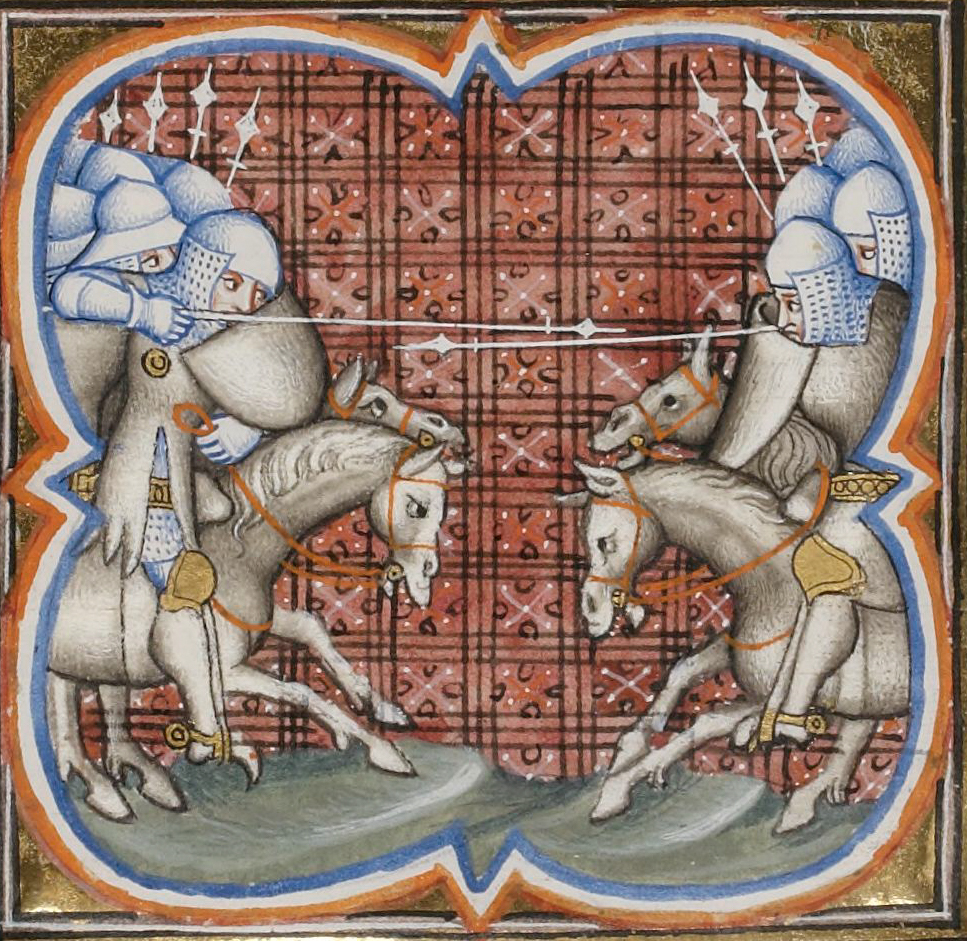
Bataille de Muret

  - Bataille de MuretMontfort convoque les seigneurs de ses domaines à Pamiers et leur fait rédiger les statuts de Pamiers, une charte décrivant l'organisation militaire, civile et religieuse de ses états[2].
- 1213 :
  - 21 janvier : Pierre II d'Aragon prend officiellement le comte Raymond VI de Toulouse sous sa protection[1].
  - 15 janvier : le pape déclare la fin de la guerre contre les hérétiques[2].
  - 12 septembre : Bataille de Muret : Victoire de Simon IV de Montfort contre le roi d'Aragon, Pierre II (qui fut tué, et son fils emprisonné, et élevé par les Templiers) et son beau-frère le comte Raymond VI de Toulouse[2].
- 1214 :
  - avril : le pape Innocent III décide la paix et demande aux belligérants d'attendre les résultats du concile de Latran qui décidera du sort de la région[2].
  - juin : Montfort prend Marmande et Casseneuil, et reprend le contrôle de l'Agenais[2].

### Le Concile de Latran
- 1215 :
  - 8 janvier : Le concile de Montpellier donne provisoirement les biens de Raymond VI de Toulouse à Simon IV de Montfort[1].
  - 11 novembre : Ouverture du quatrième concile du Latran[1].
  - 30 novembre : Clôture du quatrième concile du Latran[1].
  - 15 décembre : le pape Innocent III démet Raymond VI de Toulouse de ses biens et attribue le marquisat de Provence à Raymond VII de Toulouse, et le comté de Toulouse, les vicomtés de Carcassonne et de Béziers et le duché de Narbonne à Simon IV de Montfort[1].
- 1216 :
  - 7 mars : Simon IV de Montfort reçoit la soumission de Toulouse[1].

### L'insurrection occitane
- 1216 : 
  - mai : Raymond VII, fils de Raymond VI de Toulouse, entre dans la ville de Beaucaire et assiège le château, tenu par Lambert de Limoux, un officier de Simon de Montfort[1].
  - 6 juin : Simon IV de Montfort assiège la ville de Beaucaire[1].
  - mort du pape Innocent III[1].
  - 24 août : Simon accepte de lever le siège de Beaucaire, en échange de la vie sauve de sa garnison qui tient toujours le château[1].
- 1217 : 
  - été : Simon de Montfort combat Aymar II de Poitiers, comte de Valentinois[1].
  - 13 septembre : Raymond VII entre dans la ville de Toulouse, qui se révolte et rebâtit ses fortifications[1].
  - 22 septembre : Guy de Montfort commence le siège de Toulouse. Simon de Montfort le rejoint[1].

- 1218 : 

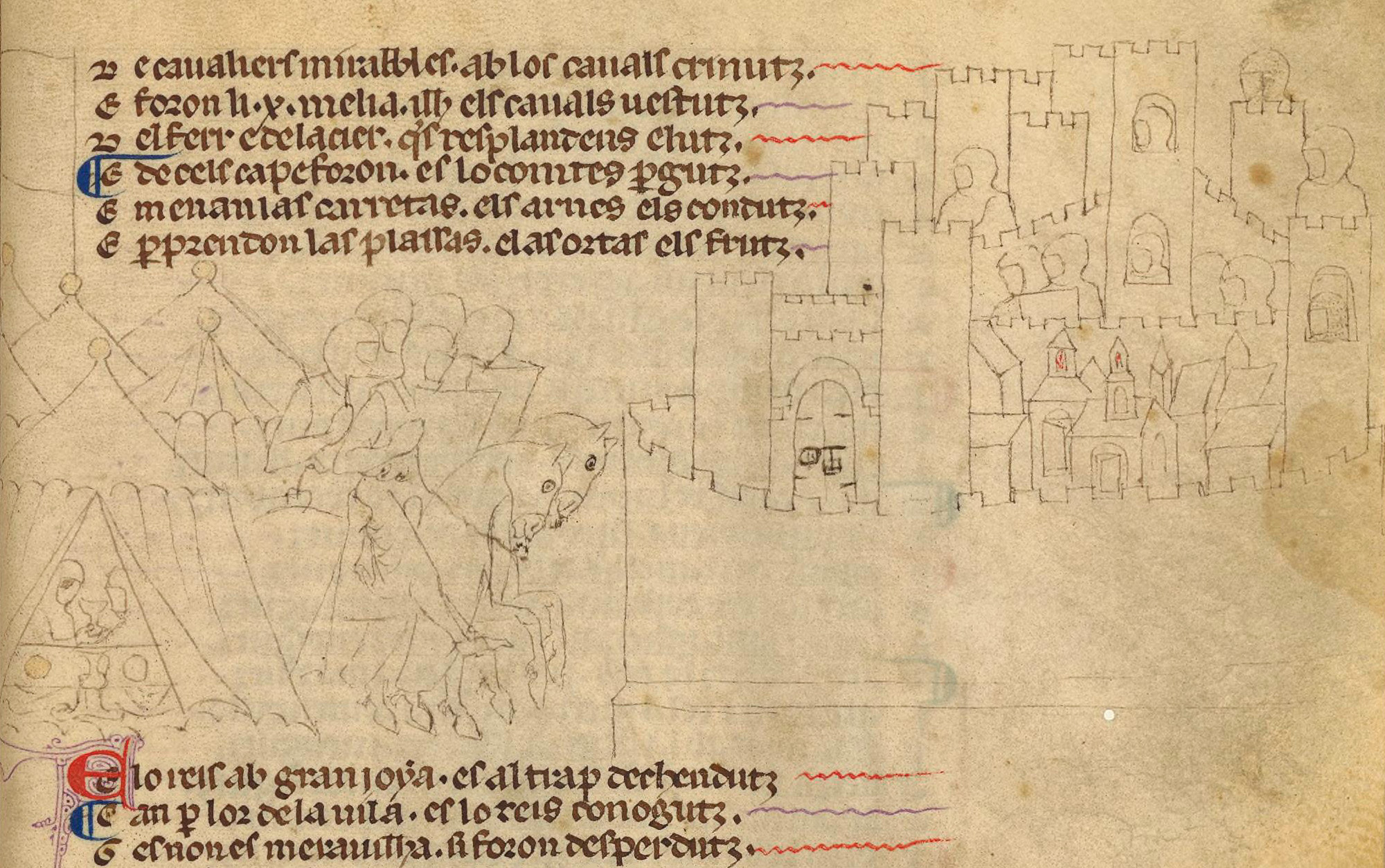
Prise de Marmande par le prince Louis en 1219 (Guilhem de Tudèle, Chanson de la croisade des albigeois, début XIIIe siècle).

  - 25 juin : Simon IV de Montfort est tué lors du siège de Toulouse qu'il tente de reprendre à Raymond VII de Toulouse[1].
  - 25 juillet : Amaury VI de Montfort lève le siège de Toulouse et se replie sur Carcassonne[1].
- 1219 : 
  - printemps : les Occitans gagnent la bataille de Baziège
  - 2 juin : le prince héritier Louis de France rejoint Amaury VI de Montfort qui assiège Marmande[3].
  - début juin : prise et massacre de Marmande[3].
  - 16 juin au 1er août : 3e siège de Toulouse, par le prince Louis de France et Amaury de Montfort[3].
  - début août : le prince Louis quitte le comté de Toulouse [3].
- 1220 : 
  - Raymond VII prend Lavaur et Puylarens[3].
  - juillet à février 1221 : 2e siège de Castelnaudary par Amaury de Montfort, sans succès[3].
- 1221 : 
  - Raymond-Roger de Foix prend Minerve[3].
  - Prise de Montréal par Raymond VII de Toulouse.
- 1222 : 
  - 2 août : Mort de Raymond VI de Toulouse. Raymond VII lui succède[4].
- 1223 : 
  - 27 mars : mort de Raymond-Roger de Foix[5].
  - juin : Roger-Bernard II de Foix prend Mirepoix[3].
  - juillet : Concile de Sens qui essaie de conclure la croisade[3].
  - 14 juillet : mort de Philippe II Auguste, roi de France[3].
- 1224 : 
  - 14 janvier : Amaury de Montfort quitte Carcassonne et rentre en Ile-de-France[3].
  - février : Amaury VI de Montfort cède ses droits en Occitanie au roi Louis VIII[3].
  - 3 juin : Devant une assemblée d'évêques siégeant à Montpellier, Raymond VII de Toulouse, Roger-Bernard II de Foix et Raimond II Trencavel font le serment de purger leurs territoires de l’hérésie et à restituer les biens spoliés au clergé[3].
  - 25 août : Le pape Honorius III accepte le serment de Raymond VII, Roger Bernard II et de Raymond II Trencavel et les confirme dans leurs possessions[3].
- 1225 : 
  - 29 novembre  : début du concile de Bourges pour traiter de la question cathare[3].

### La croisade royale
- 1226 :
  - 28 janvier : fin du concile de Bourges. Raymond VII, n'ayant pas satisfait aux conditions posées par le pape, est excommunié[3].
  - 30 janvier : Louis VIII, roi de France, se croise contre les albigeois[3].
  - 28 mai : l'armée royale atteint Lyon[3].
  - 6 juin : l'armée royale atteint Avignon, qui refuse d'ouvrir les portes[3].
  - 10 juin : début du siège d'Avignon[3].
  - 9 septembre : Avignon capitule[3].
  - automne : Carcassonne se révolte contre Trencavel et ouvre ses portes au roi Louis VIII[3].
  - 29 octobre : Louis VIII, arrive à Montpensier et tombe malade[3].
  - 8 novembre : Mort de Louis VIII[3].
- 1227 : 
  - 18 mars : mort du pape Honorius III et élection de Grégoire IX, neveu d'Innocent III.
  - avril : le concile de Narbonne confirme les excommunications des comtes de Toulouse, de Foix et de Comminges[3].
  - été : siège et prise de Labécède[3].
- 1228 : 
  - été : Humbert de Beaujeu ravage les environs de Toulouse[3].
  - novembre : Soumission d'Olivier de Termes et Pons de Villeneuve[3].
- 1229 :
  - mars : conférence de Meaux[3].
  - 12 avril : Traité de Paris[3] :
    - Raymond VII fait pénitence devant Notre-Dame de Paris
    - Raymond VII donne sa fille Jeanne en mariage au frère du roi, Alphonse de Poitiers.

  - 16 juin : soumission de Roger-Bernard II de Foix à Saint-Jean-de-Verges.
  - été : envoi d'ecclésiastiques en Occitanie chargés de combattre l'hérésie[3]

### Prolongement de la croisade
- 1231 :
  - 25 décembre : Mort de Foulques, évêque de Toulouse[3].
- 1232 : Organisation de la résistance cathare au concile de Montségur.
- 1233 :
  - 20 avril : le pape Grégoire IX crée les tribunaux de l’Inquisition[3].
- 1240 : 
  - août : Raymond Trencavel se révolte
  - 7 septembre : Trencavel met le siège devant Carcassonne[3].
  - 11 octobre : l'arrivée d'une armée commandée par des officiers royaux oblige Trencavel à lever le siège de Carcassonne[3].
- 1241 : 
  - 12 mars : Raymond VII doit renouveler à Montargis son serment de lutter contre les Cathares[3].
  - juillet : troisième siège de Montségur, par Raymond VII et sur ordre du roi de France. Le comte de Toulouse lèvera le siège sans avoir donné l'assaut[3].
- 1242 : 
  - 28 mai : massacre des inquisiteurs à Avignonet et deuxième excommunication de Raymond VII[3].
- 1243 : 
  - mai : début du siège du château de Montségur[3].
- 1244
  - 1erjanvier : Bertrand de la Bacalaria, un ingénieur en machines de guerre, envoyé par le comte de Toulouse Raymond VII, arrive à Montségur pour aider les assiégés.
  - 1er mars : Raymond de Pereille et Pierre-Roger de Mirepoix, qui dirigent la défense du château de Montségur, commencent à parlementer[3].
  - 16 mars : le château de Montségur capitule. 200 Cathares sont brûlés[3].
- 1247 : Soumission finale de Raymond Trencavel à Paris.
- 1249 : 
  - 27 septembre : Mort de Raymond VII. Son gendre Alphonse de France, comte de Poitiers, lui succède[4].
- 1255 : Reddition de Quéribus, puis du Château de Niort dernières places fortes cathares[3].
- 1271 :
  - 21 août : mort d'Alphonse de France, comte de Poitiers et de Toulouse, suivi de celle de sa femme le 25 août. Les comtés de Toulouse et de Poitiers sont réunis à la Couronne[4].
- 1278 : 200 Cathares brûlés à Vérone et 200 autres à Sirmione.
- 1321 : Dernier bûcher de Cathares, Guillaume Bélibaste est brûlé à Villerouge Termenès.
- 1328 : Dernière persécution de Cathares : emmurement de 510 d'entre eux dans la grotte de Lombrives par Jacques Fournier.